# 佟寿

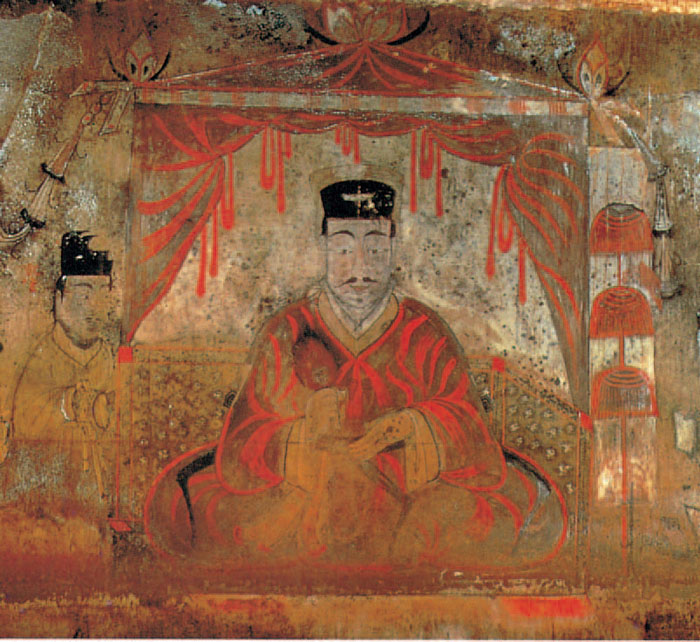
佟寿墓中的畫像

佟寿，一作冬寿（289年—357年11月24日），辽东郡平郭縣敬上里人，前燕将军。东晋咸和八年（333年）闰十月，燕王慕容皝派司马佟寿等讨伐弟弟征虏将军慕容仁，战于汶城北，燕王军大败。佟寿曾任慕容仁的司马，投降慕容仁。咸康二年（336年）正月，慕容仁败亡，佟寿向东逃奔高句丽。
1949年在北韓首都平壤西南的黄海道安岳郡發現的高句丽古墓群的“安岳3号墓”有佟寿墓志，可见为佟寿墓，墓志记载其官爵为“使持节都督诸军事，平东将军，护抚夷校尉，乐浪相、昌黎、玄菟、带方太守、都乡侯”，为东晋官制，且用东晋年号“永和十三年”（其实应为升平元年）记载卒年，墓中壁画还有记室等属官人像、佟寿夫妇像、佟寿在刀斧手、骑兵、盾手数百人簇拥下出行的《出行图》，可见佟寿在当地的显赫地位和军事实力及其称臣于东晋而得以被东晋任为太守。而黄海道信川郡一带出土的众多铭文砖也普遍使用两晋年号，也可佐证东晋年间当地曾有奉东晋正朔的势力存在。

## 墨书铭
安岳3号墓前室东西两侧各设侧室。西侧室入口的两侧壁面上绘有帐下督。帐下督头戴帻帽，上面写有墨书。左侧帐下督墨书记载有永和十三年官吏冬寿六十九岁卒的内容
：
永和十三年十月戊子朔廿六日癸丑，使持節都督諸軍事、平東將軍、護撫夷校尉、樂浪相、昌黎玄菟帶方太守、都鄉侯、幽州遼東平郭都鄉敬上里冬壽，字□安，年六十九，薨官。